# Nõo
Nõo är en ort i Estland. Den ligger i Nõo kommun och landskapet Tartumaa, i den södra delen av landet, 170 km sydost om huvudstaden Tallinn. Nõo ligger 61 meter över havet och antalet invånare är 1 476.
Terrängen runt Nõo är platt. Runt Nõo är det glesbefolkat, med 18 invånare per kvadratkilometer. Närmaste större samhälle är Dorpat, 16,0 km nordost om Nõo. Omgivningarna runt Nõo är en mosaik av jordbruksmark och naturlig växtlighet.